# 上海市储能中学
上海市储能中学又称上海理工大学附属储能中学、储能中学，是位於中華人民共和國上海市黃浦區的一所完全中學以及黄浦区实验性示范性高中。

## 歷史
储能中学建于1942年2月，它的前身是宁波效实中学上海分校。1942年上半年，冯宾符任该校教务主任，之後一些地下党以及支持中共的人士如王元化、盛震叔、段力佩、周建人、楼适夷、郑效洵等先后來到储能中学任教。1944年以后，上海地下党開始重視储能中学，中共地下市教委书记马飞海以数学教师的身份來到該校任教。他們以教学、课外辅导和等形式向学生宣传反日、马克思主义和中国共产党的主张。一些學生受此影響离开日本佔領下的上海來到共產黨根據地，有些学生加入了中国共产党。
1945年，在地下党组织的领导下，储能中学学生党小组成立。在学生党组织的领导下，储能中学的学生参加了公祭昆明四烈士万人大会、“六·二三”反内战示威等反国民党的活動。支持中共的人士認為储能中学“校外蒋管区，校内解放区”。中共控制上海后，储能中学并入新建中学。後來上海市教育局又决定重新恢复储能中学校名。1983年9月1日，储能中学在市府大礼堂举行了复校典礼。储能中学後來被列為黄浦区爱国主义教育基地。